# Ponte de Arcádico

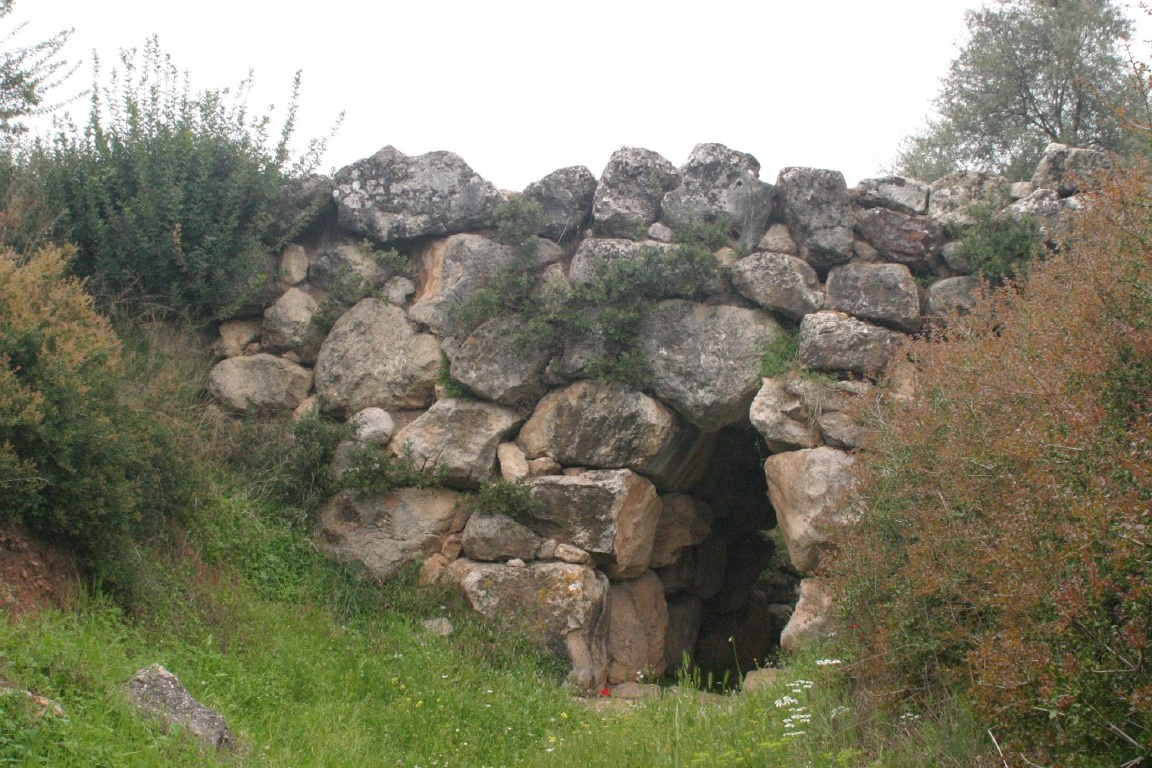
Ponte de Arkadiko.

A Ponte de Arkadiko ou Ponte de Kazarma é uma ponte micênica situada próxima à estrada moderna que liga as cidades de Tirinte a Epidauro, no Peloponeso, na Grécia. É uma das pontes em arco mais antigas ainda em uso.